# レスリー・ファイバ
レスリー・ファイバ（Leslie Faiva、2006年1月11日 - ）は、ニュージーランド出身のラグビーユニオン選手。ジャパンラグビーリーグワンの豊田自動織機シャトルズ愛知に所属している。

## 略歴
U17ブルーズ、U18ノースハーバーに選ばれる。
マッセー・ラグビークラブに所属し、2025年4月から6月まで、U21チームで出場した。
2025年8月、ジャパンラグビーリーグワンの豊田自動織機シャトルズ愛知に加入。